# Rosa King
Rosa King (Macon, Georgia, 14 maart 1939 - Rome, 12 december 2000) was een Amerikaanse jazz- en bluessaxofoniste en zangeres die naam maakte in Amsterdam en een groot aantal albums heeft opgenomen onder verschillende labels.

## Carrière
King was 14 jaar toen ze begon met dansen, op haar 17e ging ze werken bij Charles Taylor & The Bronze Mannikens. De groep had een show die reisde door het zuiden van de Verenigde Staten. Ze kwam in New York terecht en had verschillende baantjes zoals serveerster en taxichauffeur, ook was ze nog steeds danseres. Ze kocht een gitaar en leerde zichzelf gitaar spelen. Eddie Coombs hoorde haar spelen en nodigde King uit om in zijn band te spelen. Later verliet ze de band en leerde ze zichzelf saxofoon en drums spelen. Ze speelde voor anderen zoals Little Richard, Cab Calloway, Ben E. King en Lionel Hampton. Ze kreeg haar eigen band en kwam naar Amsterdam met een soulshow. Ze verliet New York en verhuisde naar Amsterdam. Rainer Black (basspeler) - die haar had zien spelen in Amsterdam - wilde met haar een band opzetten en zo was Rosa King & Upside Down geboren. De kracht van de band was dat ze altijd een groot feest maakten tijdens het spelen op festivals en tijdens concerten.
In 1978 werd King landelijk bekend doordat ze een saxofoonbattle had met Stan Getz, Archie Shepp, Illinois Jacquet, Fathead Newman, Eddie "Lockjaw" Davis en David Murray.
King & Upside Down speelden overal in Europa en ze hebben negen keer op het North Sea Jazz Festival gespeeld. In 1981 verbleef ze twee maanden in New York, doordat ze met de band in een club kon werken, maar King wilde weer gaan reizen en toeren en kwam terug naar Europa. De band van King werd vaak een opstap voor een grote carrière, voorbeelden daarvan zijn Candy Dulfer, Saskia Laroo, Alex Britti, Roger Happel, Stephan Jankowski, Olaf Keus, PennyLeen Krebbers, Oscar Kraal.
Het jaar voor haar dood ging King terug naar haar land van herkomst om te kunnen spelen met Joseph Layden en Eric Layden (respectievelijk gitaar en bas), Kristina Beaty (zang en viool) en Dan Walker (keyboards).
Dat jaar speelde ze ook op een groot jazzfestival in Zuid-Afrika en diverse data in Nederland voor haar laatste optreden in Italië. Het laatste optreden was een grote reünie met haar voormalige gitarist Alex Britti in een landelijk televisieconcert met bijna 100.000 mensen. Ze kreeg een hartaanval tijdens het optreden en stierf in het ziekenhuis aldaar.

## Discografie

### Albums
| Album met eventuele hitnotering(en) in de Nederlandse Album Top 100 | Datum van verschijnen | Datum van binnenkomst | Hoogste positie | Aantal weken | Opmerkingen   |
| ------------------------------------------------------------------- | --------------------- | --------------------- | --------------- | ------------ | ------------- |
| Rosa King & Upside Down                                             | 1974                  | -                     |                 |              |               |
| Live at the Milky Way                                               | 1979                  | -                     |                 |              | Livealbum     |
| So far to go                                                        | 1980                  | -                     |                 |              |               |
| Too Busy                                                            | 1980                  | -                     |                 |              |               |
| Rosa King's favourite blues - Live                                  | 1981                  | -                     |                 |              | Livealbum     |
| Jazz out of Harlem                                                  | 1986                  | -                     |                 |              |               |
| Under the Cover                                                     | 1987                  | -                     |                 |              |               |
| It just happened - live cafe Alto                                   | 1992                  | -                     |                 |              | Livealbum     |
| Salsa Carnaval                                                      | 1992                  | -                     |                 |              |               |
| Cheating on me                                                      | 1992                  | -                     |                 |              |               |
| The best of Rosa King & Upside Down                                 | 1995                  | -                     |                 |              | Verzamelalbum |
| Still Going Strong                                                  | 1996                  | -                     |                 |              |               |

## Diversen
- Er is een Rosa King Stichting opgericht in Nederland om jonge vrouwelijke kunstenaars te helpen.
- King ging samen met Richard Penniman Little Richard naar school.

- Biografisch Portaal: 74338408
- Gemeinsame Normdatei: 123049667X
- MusicBrainz: a264f50b-309f-4517-b67f-2ac819ec9ed7
- Nederlandse Thesaurus van Auteursnamen: 102425264
- Virtual International Authority File: 283952378
- WorldCat: E39PBJhhmjhWR7hrBF7FfkCYT3